# Peperomia laxiflora
Peperomia laxiflora är en pepparväxtart som beskrevs av Carl Sigismund Kunth. Peperomia laxiflora ingår i släktet peperomior, och familjen pepparväxter. Inga underarter finns listade i Catalogue of Life.